# Noi contra voastră
Noi contra voastră (în suedeză Vi mot er) este un roman al scriitorului suedez Fredrik Backman publicat de editura Forum⁠(d) în august 2017. Noi contra voastră, care are ca temă hocheiul pe gheață, este continuarea romanului Scandalul (Björnstad) din 2016.
Cartea continuă imediat după evenimentele din Björnstad.
În limba română Noi contra voastră a fost tradus din limba suedeză de Andreea Caleman și a apărut în septembrie 2021 la Editura Art în colecția Musai.